# Auburn (Kansas)
Auburn – miasto w Stanach Zjednoczonych, w stanie Kansas, w hrabstwie Shawnee.